# Гаранс Марильє
Гара́нс Марильє́ (фр. Garance Marillier; нар. 11 лютого 1998, Париж, Франція) — французька акторка та колишня музикантка. Найбільше відома своєю провідною роллю у фільмі Джулії Дюкорно «Сире» (2016).

## Біографія
Гаранс Марильє народилася 11 лютого 1998 року в Парижі. До того, як стати акторкою, вона опановувала тромбон та класичну перкусію в музичній школі 11-го округу Парижа. У 2010—2012 роках навчалася у драматичній школі «Курси Флоран».
Свою акторську кар'єру Марильє почала в 2011 році, зігравши роль Жустіни в короткометражному фільмі режисерки Джулії Дюкорно «Юніор», який був відібраний для показу в програмі Тижня критиків на Каннському міжнародному кінофестивалі. Наступного року Гаранс з'явилася у короткометражці «Це не фільм про ковбоїв», який також був обраний для перегляду в Каннах. Надалі, кожного року, акторка продовжувала зніматися в короткометражних фільмах, поки не була запрошена на головну роль Жустіни у фільмі жахів «Сире» (2016), що стало її другим спільним проектом з Джулією Дюкорно. За акторську роботу у цьому фільмі Гаранс Марильє була номінована в категорії «Найперспективніша акторка» на французьку національну кінопремію «Сезар» 2018 року.

## Фільмографія (вибіркова)
| Рік  |    | Українська назва        | Оригінальна назва                | Роль                                    |
| ---- | -- | ----------------------- | -------------------------------- | --------------------------------------- |
| 2011 | кф | Юніор                   | Junior                           | Жустіна                                 |
| 2012 | кф | Це не фільм про ковбоїв | Ce n'est pas un film de cow-boys | Надя                                    |
| 2012 | тф | Їстівно                 | Mange                            | Анна                                    |
| 2013 | ф  |                         | Boys on Film 9: Youth in Trouble | Надя (епізод «Це не фільм про ковбоїв») |
| 2014 | кф | Самотній король         | Solo Rex                         | Джессіка                                |
| 2015 | кф | Перша ніч               | Première nuit                    | Манон                                   |
| 2016 | кф | Хотару                  | Hotaru                           | Софі                                    |
| 2016 | ф  | Сире                    | Raw                              | Жустіна                                 |
| 2021 | ф  | Титан                   | Titane                           | Жюстін                                  |
| 2021 | ф  | Попередження            | Warning                          | Магда                                   |

## Визнання
| Нагороди та номінації Гаранс Марильє | Нагороди та номінації Гаранс Марильє | Нагороди та номінації Гаранс Марильє | Нагороди та номінації Гаранс Марильє |
| Рік                                  | Категорія                            | Фільм                                | Результат                            |
| ------------------------------------ | ------------------------------------ | ------------------------------------ | ------------------------------------ |
| Премія «Сезар»                       |                                      |                                      |                                      |
| 2018                                 | Найперспективніша акторка            | Сире                                 | Номінація                            |